# Müllrose
Müllrose er en by i landkreis Oder-Spree i den tyske delstat Brandenburg.